# 안나 십코바
안나 비탈리예브나 십코바(러시아어: А́нна Вита́льевна Сивкова, 1982년 4월 12일~)는 러시아의 펜싱 선수로 주 종목은 에페이다. 2004년 하계 올림픽의 여자 에페 단체전에서 금메달을 획득하였다.